# سيباستيان هونيس
سيباستيان هونيس (مواليد 12 مايو 1982) هو لاعب كرة قدم محترف ومدرب كرة قدم ألماني، والمدير الفني لنادي شتوتغارت في الدوري الألماني من عام 2023، لعب هونيس كلاعب وسط مهاجم، وقضى معظم مسيرته الكروية مع نادي هيرتا برلين الثاني، بعد توليه منصب المدير الفني، أمضى موسمين مع نادي هوفنهايم قبل تعيينه في شتوتغارت في أبريل 2023، وفاز معه بكأس ألمانيا عام 2025.

## مسيرته الكروية
في شبابه، لعب هونيس مع فرق أوتوبرون وغروتزينغن وشتوتغارت. وفي مسيرته الكروية، لعب مع هيرتا برلين الثاني وهوفنهايم. أنهى مسيرته الكروية عام 2010.

## مسيرته التدريبية

### بايرن ميونخ الثاني
بدأ هونيس مسيرته التدريبية مع فريق هيرتا زيليندورف تحت 19 عامًا من عام 2011 إلى عام 2013. ثم درب فرق الشباب في آر بي لايبزيغ من عام 2014 إلى عام 2017. بين عامي 2017 و2019، درب فريق بايرن ميونخ تحت 19 عامًا، قبل أن يحل محل هولجر سيتز في عام 2019 كمدير لفريق فريق الرديف التابع للنادي، والذي تمت ترقيته في الموسم السابق إلى الدوري الألماني الدرجة الثالثة. في موسمه الأول في الدوري الألماني الدرجة الثالثة 2019–20، قاد هونيس الفريق للفوز بأول لقب له في الدوري الألماني الدرجة الثالثة، وحصل على جائزة أفضل مدير للموسم في الدوري.

### هوفنهايم
في 27 يوليو 2020، أعلن نادي هوفنهايم، المنتمي للدوري الألماني لكرة القدم، عن تعيين هونيس مدربًا جديدًا له لموسم 2020-2021، بعقد يمتد لثلاث سنوات حتى 30 يونيو 2023. بعد حصولهم على المركز التاسع في موسم 2021–22، انفصل هوفنهايم وهونيس.

### شتوتغارت
في أبريل 2023، تولى هونيس تدريب نادي شتوتغارت. قاد هونيس النادي من أسفل الجدول إلى تصفيات الهبوط في الدوري الألماني 2022–23، حيث هزم شتوتغارت هامبورغ. في 8 مارس 2024، مدد سيباستيان هونيس عقده مع نادي شتوتغارت حتى صيف عام 2027.في موسم 2023–24، قاد النادي إلى التأهل إلى دوري أبطال أوروبا لأول مرة منذ 2009–10 بحصوله على المركز الثاني، وهو أفضل أداء للنادي منذ عام 2007. في مارس 2025 مدد عقده مع النادي حتى عام 2028.

## حياته الشخصية
سيباستيان هونيس هو ابن اللاعب الدولي السابق ديتر هونيس، وابن شقيق أولي هونيس، وهو أيضًا لاعب دولي سابق والرئيس السابق لنادي بايرن ميونيخ.

## الأنجازات

### مدرب
بايرن ميونخ 2
- الدوري الألماني الدرجة الثالثة: 2019–20.

في إف بي شتوتغارت
- كأس ألمانيا: 2024–25

#### جوائز فردية
- الدوري الألماني الدرجة الثالثة مدير الموسم: 2020.